# Halone coryphaea
Halone coryphaea là một loài bướm đêm thuộc phân họ Arctiinae, họ Erebidae.